# 2008年云南文山警民冲突
云南文山警民衝突發生于2008年4月20日的云南省文山壮族苗族自治州麻栗坡县猛洞乡洒西村钨矿开采区。礦區內維權農民與武警之間發生大規模流血衝突，至少造成1名村民死亡，5名村民重伤。

## 起因
據維權網報道，衝突源于一家已經在香港和上海上市的紫金礦業（港交所：2899，上交所：601899）在麻栗坡县内进行矿业整合收购活动。在收購活動的過程中，紫金礦業不顧農民利益，強行征地，蠻行開工開礦，而賠償和安置方案又令農民無法接受，導致警民激烈衝突對抗

## 衝突過程
由於不滿意紫金礦業的補償與安置方案，並質疑政府與紫金礦業互相勾結，近百名村民于4月20日與紫金礦業工程人員發生衝突。有村民用攝像機拍攝下紫金礦業強行破壞農民房屋土地的行為。武警前往鎮壓平息事件時，試圖搶奪村民手中的攝像機和照相機，雙方爆發激烈衝突。村民用木棍和磚塊襲擊公安和武警，打傷幾名公安武警，在鳴槍示警無效下，武警開始開槍鎮壓。
目前所知，至少1人（陈昌发）在衝突事件中喪生，5人受重傷；而據香港《明報》報道，有2人喪生，20多人受傷。

## 官方報道
文山州政府网站发表的声明：
2008年4月20日上午，文山州麻栗坡县在组织有关部门开展矿山整治过程中，该县猛洞乡洒西村极少数别有用心者煽动70余名群众持长刀、棍棒、砖头、石块等凶器暴力对抗，并打伤前来维护秩序的5名公安民警。公安民警在鸣防暴枪示警无效、人身安全受到严重威胁的情况下，被迫依法使用防暴枪、警棍、盾牌进行自卫，导致11名袭警人员不同程度地受伤，其中1人在送往医院抢救途中死亡。
目前，事态已得到有效控制，所有受伤人员已及时送往医院救治，善后工作正有序进行。
一名官員在回應《明報》時說，官方已將事件定性為「暴力對抗事件」，將追究肇事者的責任。至於政府與紫金礦業互相勾結的傳聞不實，紫金礦業在當地的投資完全符合有關法規。
4月24日，中國廣播網以「云南发生聚众抗法事件 民警被迫开枪致一人死亡」為題報道此次事件，將事件定性為聚眾暴力抗法事件。
事件发生后，警方展開大規模的捉捕行動。其中，項某等五人涉嫌扰乱社会秩序犯罪被刑事拘留。